# Budaun (distrikt)
Budaun (hindi: बदायूँ जिला) er et distrikt i den indiske delstat Uttar Pradesh. Distriktets hovedstad er Budaun.

## Demografi
Ved folketællingen i 2011 var der 3.712.738 indbyggere i distriktet, mod 3.069.426 i 2001. Den urbane befolkning udgør 17,37 % af befolkningen.
Børn i alderen 0 til 6 år udgjorde 17,44 % i 2011 mod 21,07 % i 2001. Antallet af piger i denne alder per tusinde drenge er 890 i 2011.